# STIM1
STIM1‏ (Stromal interaction molecule 1) هوَ بروتين يُشَفر بواسطة جين STIM1 في الإنسان.